# Neue Schanze (Lochau)

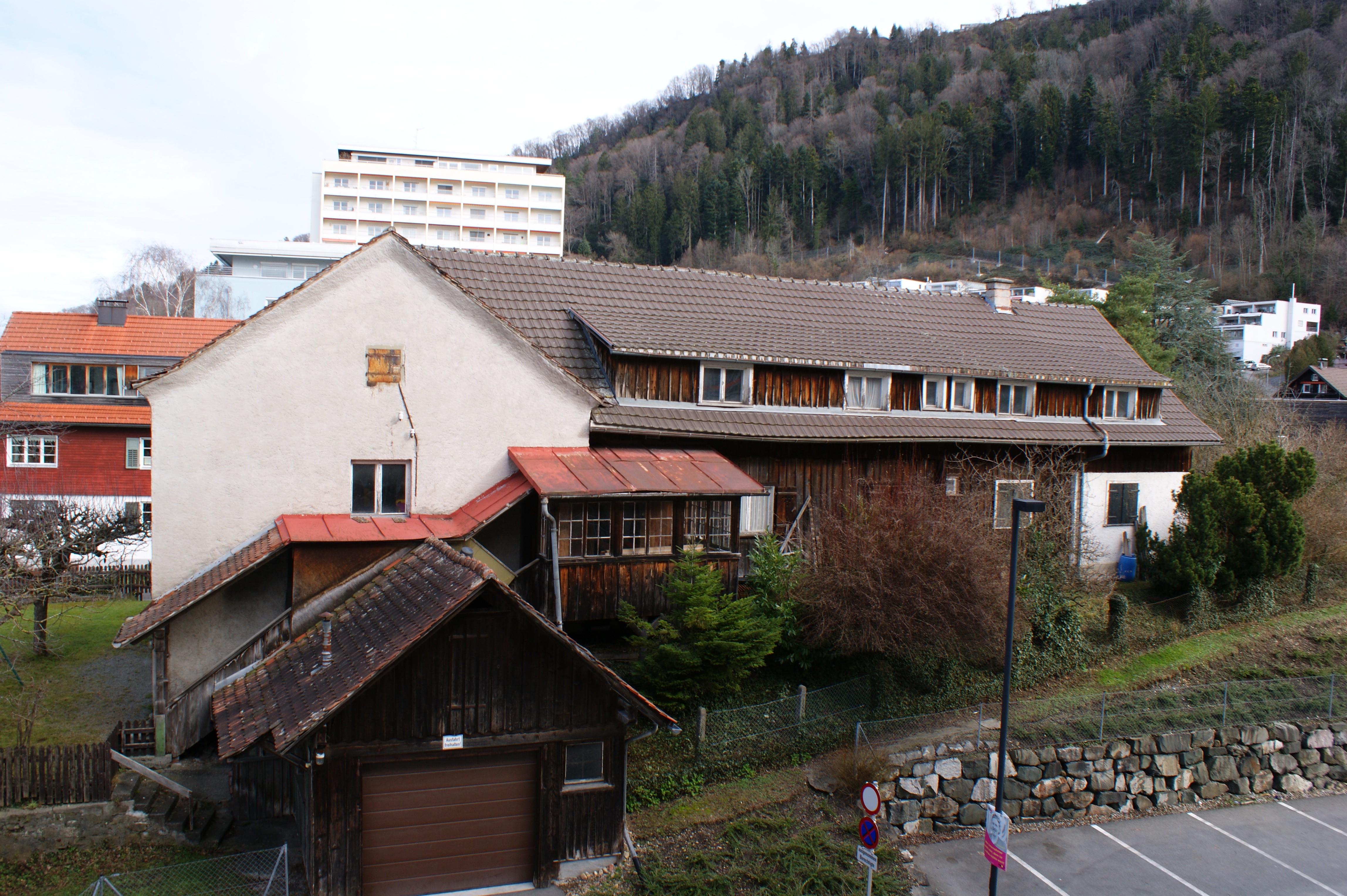
Schanz- und Pulverturm der Neuen Schanze in Richtung Lochau gesehen

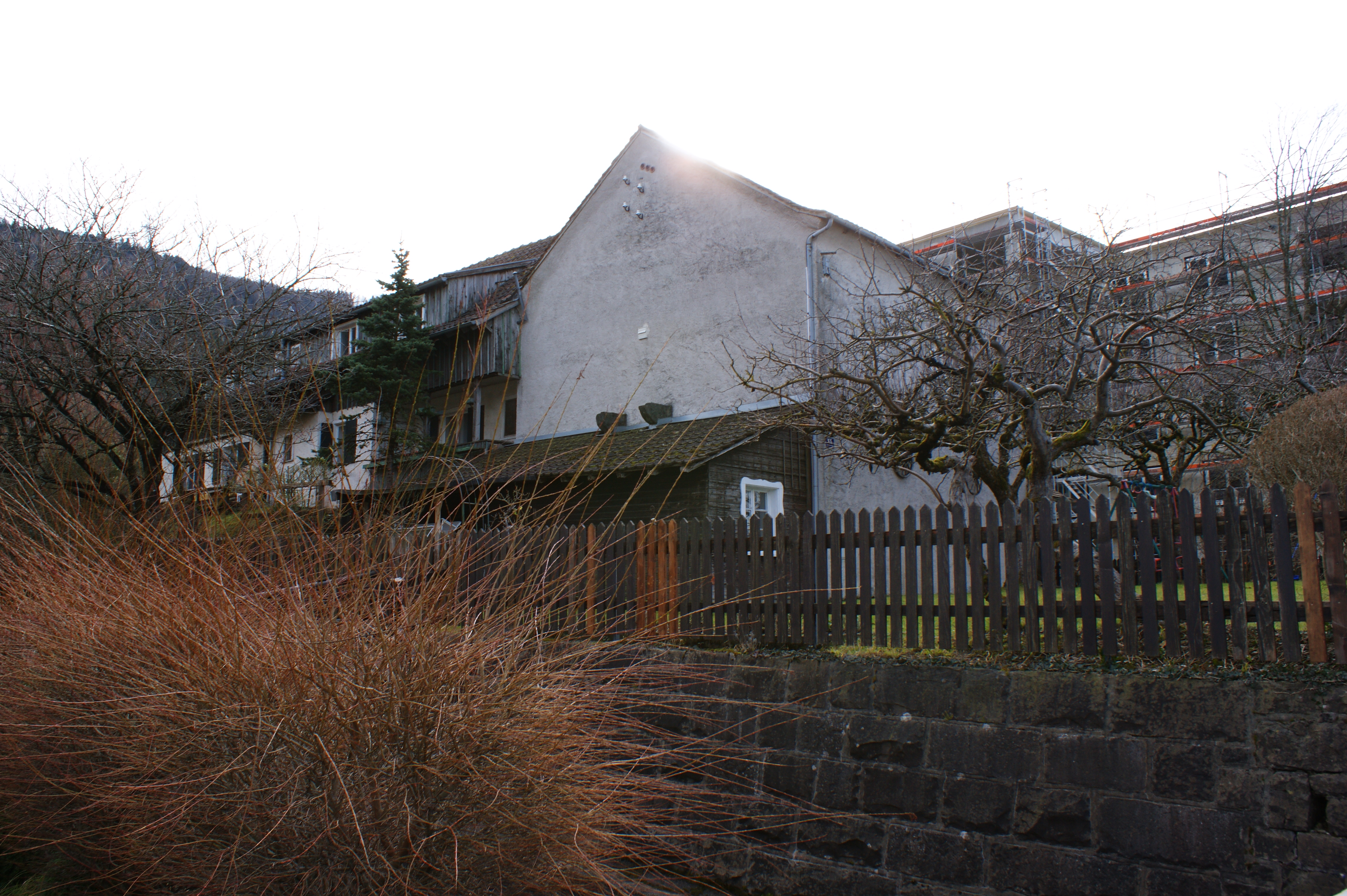
Schanz- und Pulverturm der Neuen Schanze in Richtung Bregenz gesehen

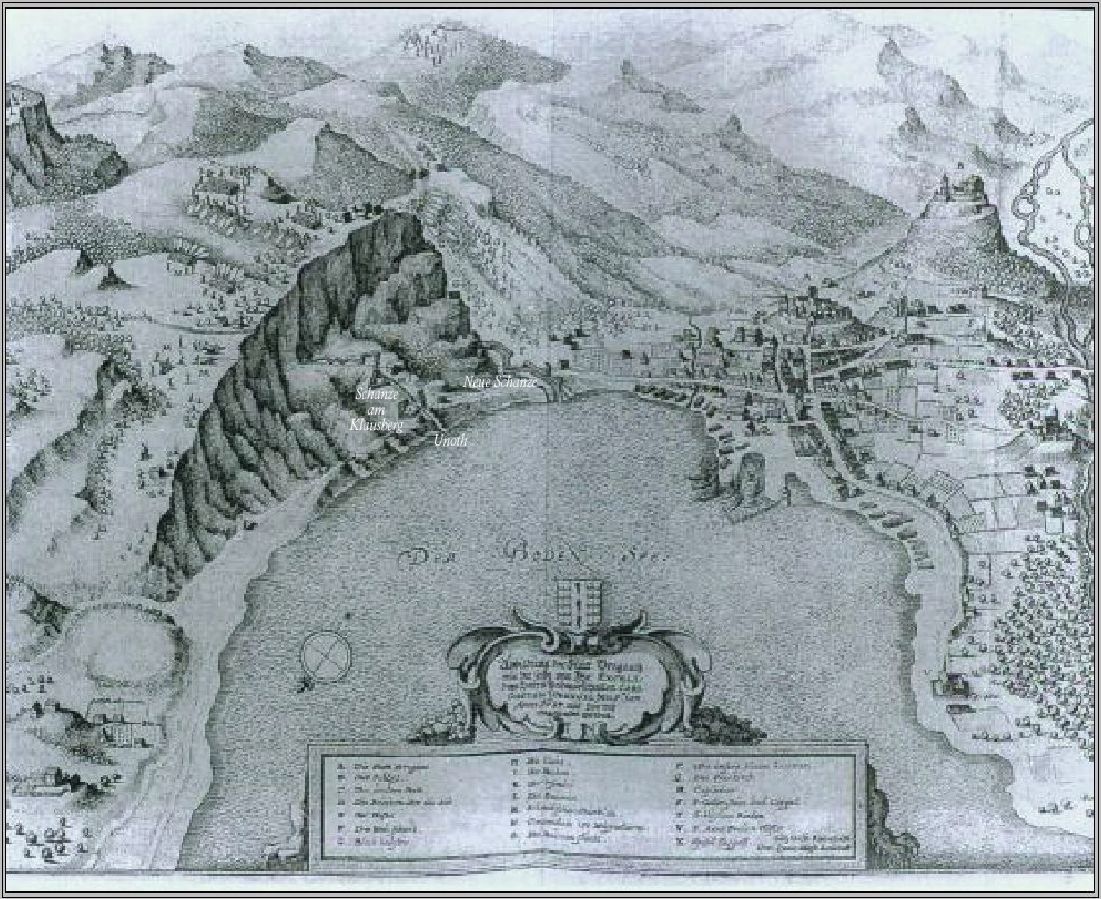
Erstürmung von Bregenz durch die Schweden 1646/47; Theatrum Europaeum (1629–1650), Matthäus Merian;
links im Bild zwischen Steilwand und Seeufer die „Bregenzer Klause“

Die Neue Schanze (auch: Seeschanze) vor dem Klausberg in Lochau (Vorarlberg, Österreich) ist teilweise noch erhalten und die vorhandenen Gebäude sind denkmalgeschützt (Listeneintrag).

## Funktion und Geschichte
Die Neue Schanze wurde 1642 als drittes Schanzwerk und Verteidigungslinie beim Klausberg errichtet. Der noch erhaltene Schanz- und Pulverturm liegt etwa auf 401 m ü. A. Die Neue Schanze wurde auf dem Gebiet der Klausmühle, kurz vor dem Klausmühlebach (in Richtung Bregenz gesehen) erbaut und sollte Bregenz (Stadt und Festung Bregenz) und den Rest von Vorarlberg vor den anrückenden schwedischen Truppen unter dem Feldherrn Carl Gustaf Wrangel im Rahmen der Kriegshandlungen des Dreißigjährigen Kriegs schützen (siehe auch: Seekrieg auf dem Bodensee 1632–1648).
Das Grundstück, auf welchem dieses dritte Sperrwerk errichtet wurde, gehörte dem Kloster Mehrerau und diese Verteidigungsanlage wurde gegen deren Willen errichtet. Im Zusammenhang mit diesem Sperrwerk mussten auch die hier befindlichen Kulturbäume gefällt und viele Gebäude zerstört werden.
Von dieser Neuen Schanze ist heute noch der (inzwischen umgebaute) Pulverturm erhalten und der Schanzkeller. Der ursprüngliche Bau hatte bei seiner Errichtung eine Zugbrücke, der Weg ging durch ein Tor unten durch den Pulverturm hindurch und vor dem Pulverturm waren zwei Bastionen angeordnet. Bis 1786 befand sich hier auch das Zeughaus der Garnison Bregenz  und zeitweise wurde später der Keller auch als Bierkeller verwendet.
Militärstrategisch hatte die Neue Schanze die Erwartungen beim Angriff der Schweden am 4. Januar 1647 auf Bregenz nicht erfüllt, da das Befestigungswerk teilweise einfach umgangen wurde, schlecht besetzt bzw. die Motivation der Verteidiger zum Kampf gering war und diese auch schlecht ausgerüstet waren, eine schlechte Organisation durch die Verantwortlichen grundsätzlich vorlag und die Bevölkerung kriegsmüde war. Von den einheimischen militärischen Führungskräften waren viele nur auf die eigene Sicherheit bedacht und wollten ihr Vermögen in Sicherheit bringen und haben die Verteidiger, Bauern, Knechte, Handwerker und Bürger, im Stich gelassen. Auch hatten die uneinigen Vorarlberger Landstände aus Sparsamkeitsgründen den kriegserfahrenen Obristen Kaspar Schoch mit seinen Truppen, die von der kaiserlichen Regierung gestellt wurden, zurückgeschickt und die Verteidigung mit eigenen Kräften aufgeboten und vorgenommen.
Die Neue Schanze in Lochau wurde, zusammen mit den beiden dahinterliegenden am Klausberg und der auf dem Pfänder am 29. März 1647 weitgehend zerstört. Bereits am Tag zuvor hatten die schwedischen Truppen die Befestigungsanlagen auf dem Gebhardsberg (Schloss Pfannenberg) gesprengt.
Mit der Aufhebung des Klosters Mehrerau im Zuge der Säkularisation durch Bayern, dem Tirol und Vorarlberg 1806 durch den Frieden von Preßburg zugesprochen wurde, wurde die hinter der Neuen Schanze gelegene Klausmühle sowie die dortigen Weinberge (Prälatenberg) frei und an Private verkauft.
Wesentlich verändert wurde die Verkehrssituation bei der Neuen Schanze mit Fertigstellung der Bahnstrecke Lindau–Bludenz im Jahr 1872. Der Pulverturm der Neuen Schanze, der bis dahin für diesen Zweck genutzt wurde, wurde endgültig aufgelassen. Bereits im Zuge der Änderung der Verkehrssituation 1831 wurde die 45 Meter nördlich von der Neuen Schanze befindliche Kapelle St. Magdalena versetzt.

## Trivia
Die Sage vom Klushund, in welchen ein Verräter (unter anderem ein gewisser Biggl von Lochau) verwandelt worden sei, welcher den Schweden einen geheimen Weg an den Befestigungswerken der Klause vorbei gezeigt haben soll, ist anhand historischer Dokumente und Berichte nicht nachvollziehbar. Die militärische Niederlage war selbst verschuldet, mit der Sage wurde versucht dieses Versagen der militärisch und politisch Verantwortlichen nachträglich zu kaschieren.
Zwischen der Neuen Schanze und dem Klausberg stand im Bereich der Parzelle Wellenau seit alters her der Galgen der Herrschaft Bregenz. 1643 erlangte die Stadt Bregenz die Hohe Gerichtsbarkeit, die zuvor nur den jeweiligen Grafen von Bregenz zustand.